# Wiradjuri
Il popolo Wiradjuri (pronuncia nel dialetto settentrionale di Wiradjuri [wiraːjd̪uːraj]; pronuncia nel dialetto meridionale di Wiradjuri [wiraːjɟuːraj]) è un gruppo di australiani aborigeni uniti da una lingua comune, forti legami di parentela e abili cacciatori-pescatori-raccoglitori organizzati in famiglie gruppi o clan sparsi in tutto il centro del Nuovo Galles del Sud.
I maggiori gruppi di Wiradjuri vivono a Condobolin, Peak Hill, Narrandera e Griffith. Ci sono popolazioni significative a Wagga Wagga e Leeton e gruppi più piccoli a West Wyalong, Parkes, Dubbo, Forbes, Cootamundra, Cowra e Young.